# Kumla station
Kumla station är en järnvägsstation i Kumla. Stationen ligger centralt belägen i staden mellan Stationsgatan och Odengatan.

## Historik
I samband med att järnvägssträckan Hallsberg - Örebro och Västra stambanan togs i drift 1862, byggdes ett stationshus i Kumla. Stationshuset byggdes efter ritningar av arkitekten Adolf  W. Edelsvärd. Dock så revs stationsbyggnaden i slutet av 1800-talet och ersattes av det nuvarande som stod färdigt år 1900. Den nya stationsbyggnaden byggdes efter ritningar av Folke Zettervall. 
Stationshuset i Kumla är inspirerat av amerikansk arkitektur. Det är uppfört av grovhuggen yxhultkalksten och har tak av grythytteskiffer. Sedan 1986 är stationsbyggnaden klassad som byggnadsminne.

## Verksamhet
Stationshuset ligger på den västra sidan av stambanan intill Stationsgatan. Både det bemannade biljettkontoret samt vänthallen är stängda vid stationen. Efter renovering återinvigdes stationen 26 augusti 2017, med ett kafé och en frisersalong i vänthallen.